# Marcelo Bianconi
Marcelo Gomes Bianconi (Mococa, 1956  – Mococa, 17 de agosto de 2025) foi um jornalista, repórter e comentarista esportivo brasileiro.

## História
Bianconi foi atleta de esportes como vôlei, basquete e tênis na cidade natal. Dedica-se ao jornalismo esportivo desde 1986. Aos 19 anos, ainda cursando jornalismo foi chamado para ser repórter esportivo na Band, participando dos programa esportivos da casa, como o Show do Esporte, onde atuou por 10 anos. Teve uma rápida passagem pela Rede Globo e pelo SporTV, trabalhou por sete anos na ESPN Brasil e na TV Cultura (2005). Fez coberturas da Fórmula 1, do Campeonato Brasileiro e acompanhou a Seleção de Ouro do Vôlei Brasileiro. Também foi agraciado com o prêmio Bola de Ouro.. Entrou na RedeTV! como comentarista no RedeTV! Esporte, ao lado da apresentadora Paloma Tocci e de Ronaldo Soares Giovanelli e depois passou a comentar os jogos dos torneios transmitidos pela emissora, da qual saiu em 2012. Marcelo é tio do atacante Miguel Bianconi que atualmente joga no Palmeiras.

### Morte
Marcelo morreu em Mococa, aos 69 anos, vitimado por um câncer.